# Andrea Preus
Andrea Preus, più noto come Andrea Preuss (Mantova, 23 ottobre 1898 – Mantova, 14 agosto 1985) è stato un calciatore italiano, di ruolo centrocampista.

## Carriera
Con il Mantova disputa 33 gare con 11 reti nei campionati di Prima Divisione 1922-1923, 1924-1925 e 1925-1926.
Con i virgiliani resta fino al 1928. In seguito milita nel Luzzara.

## Palmarès

### Club

#### Competizioni nazionali
- Seconda Divisione: 1

Mantova: 1923-1924